# Bill Ranford
William Edward Ranford, detto Bill (Brandon, 14 dicembre 1966), è un allenatore di hockey su ghiaccio ed ex hockeista su ghiaccio canadese.

## Carriera
Ha giocato in NHL coi Boston Bruins, che lo avevano scelto al draft 1985, gli Edmonton Oilers, i Washington Capitals, i Tampa Bay Lightning e i Detroit Red Wings.
Vinse due Stanley Cup con gli Oilers: nel 1987-1988 e nel 1989-1990. In entrambi i casi era il secondo di Grant Fuhr ma - mentre in occasione della prima vittoria aveva trovato poco spazio - nel 1990, a causa degli infortuni del titolare, si affermò come portiere di ottimo livello, aggiudicandosi il Conn Smythe Trophy come MVP dei play-off.
Con la maglia del Canada ha disputato due edizioni del mondiali (Germania 1993 e Italia 1994, quest'ultimo chiuso con la vittoria della medaglia d'oro), ad una Canada Cup (1991, vinta) e ad una edizione della World Cup of Hockey (1996, secondo posto finale, ma da terzo portiere, senza scendere mai sul ghiaccio).
Dopo il ritiro è divenuto allenatore dei portieri; dopo alcune stagioni a livello giovanile, dal 2006 è l'allenatore dei portieri dei Los Angeles Kings, con cui ha vinto altre due Stanley Cup (2012 e 2014).

## Palmarès

### Giocatore

#### Club
- Stanley Cup: 2

Edmonton: 1988, 1990

#### Nazionale
- Campionato mondiale di hockey su ghiaccio:

: 1994
- Canada Cup:

: 1991

#### Individuale
- Conn Smythe Trophy: 1

1990
- Canada Cup MVP: 1

1991
- Canada Cup All-Star Team: 1

1991
- NHL All-Star Game: 1:

1991
- Miglior portiere del campionato del mondo di hockey su ghiaccio: 1

1994
- All-Star Team del campionato del mondo di hockey su ghiaccio: 1

1994

### Allenatore

#### Club
- Stanley Cup: 2

Los Angeles: 2012, 2014